# Arroz con acelgas
El arroz con acelgas (en valenciano arròs en bledes aunque también conocido como arròs en banderetes y olla de berzas) es un plato típico de la Comunidad Valenciana. Consiste en uno de los arroces viudos valencianos. Sus ingredientes son arroz, acelgas,  alubias blancas y patatas, aunque también es común añadirle bacalao seco y caracoles sirviéndose caldoso. Debido a que sólo contiene productos vegetales es común consumirlo durante la Cuaresma.
En la comarca de los Serranos es tradicional un plato llamado rin-ran que consiste en una especie de salteado preparado con los restos sobrantes del arroz con acelgas (olla de berzas) a los que se le añaden huevos duros, bacalao salado y aceite de oliva.